# Palazzo dei Convertendi
Le Palazzo dei Convertendi (également Palazzo della Congregazione per le Chiese orientali, en français, « palais des convertis ») est un palais Renaissance reconstruit à Rome. Il faisait à l'origine face à la Piazza Scossacavalli, mais a été démoli et reconstruit le long du côté nord de la Via della Conciliazione, la large avenue construite entre 1936 et 1950, qui relie la basilique Saint-Pierre et la Cité du Vatican au centre de Rome. Le palais est célèbre pour avoir été la dernière demeure du peintre Raphaël, qui y mourut en 1520.

## Emplacement

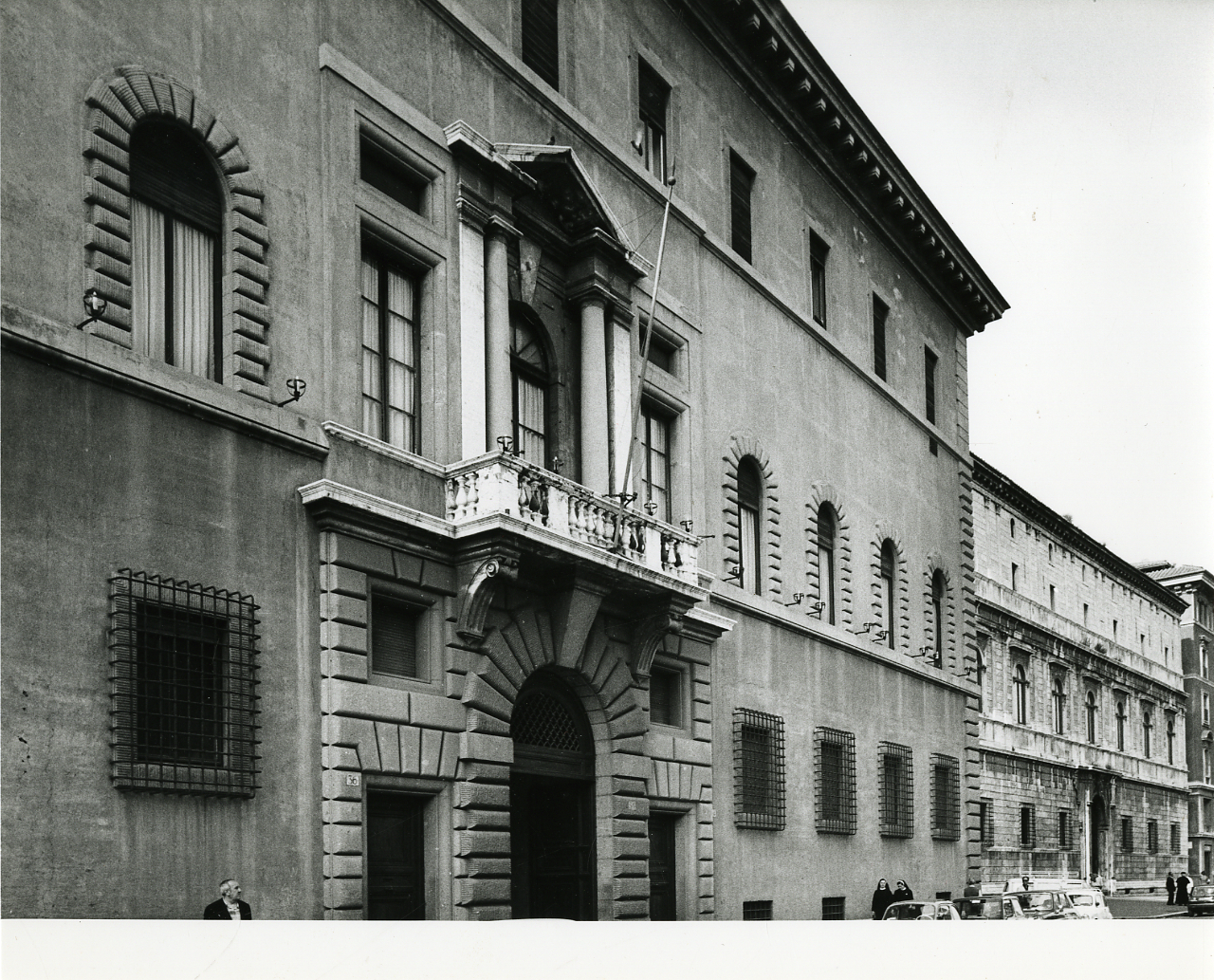
Vue du palais ; dans l'arrière-plan le Palazzo Castellesi. Photo de Paolo Monti, 1979.

Le palais est situé dans le rione du Borgo, le long du côté nord de la Via della Conciliazione. La façade principale du palais est orientée au Sud. La façade fait face à la Via dell'erba, qui le sépare du Palais Giraud-Torlonia, un autre édifice Renaissance. À l'Ouest se trouve le Palazzo Rusticucci-Accoramboni, un autre bâtiment Renaissance démoli et reconstruit dans les années 1940.

## Histoire

### Palais Caprini

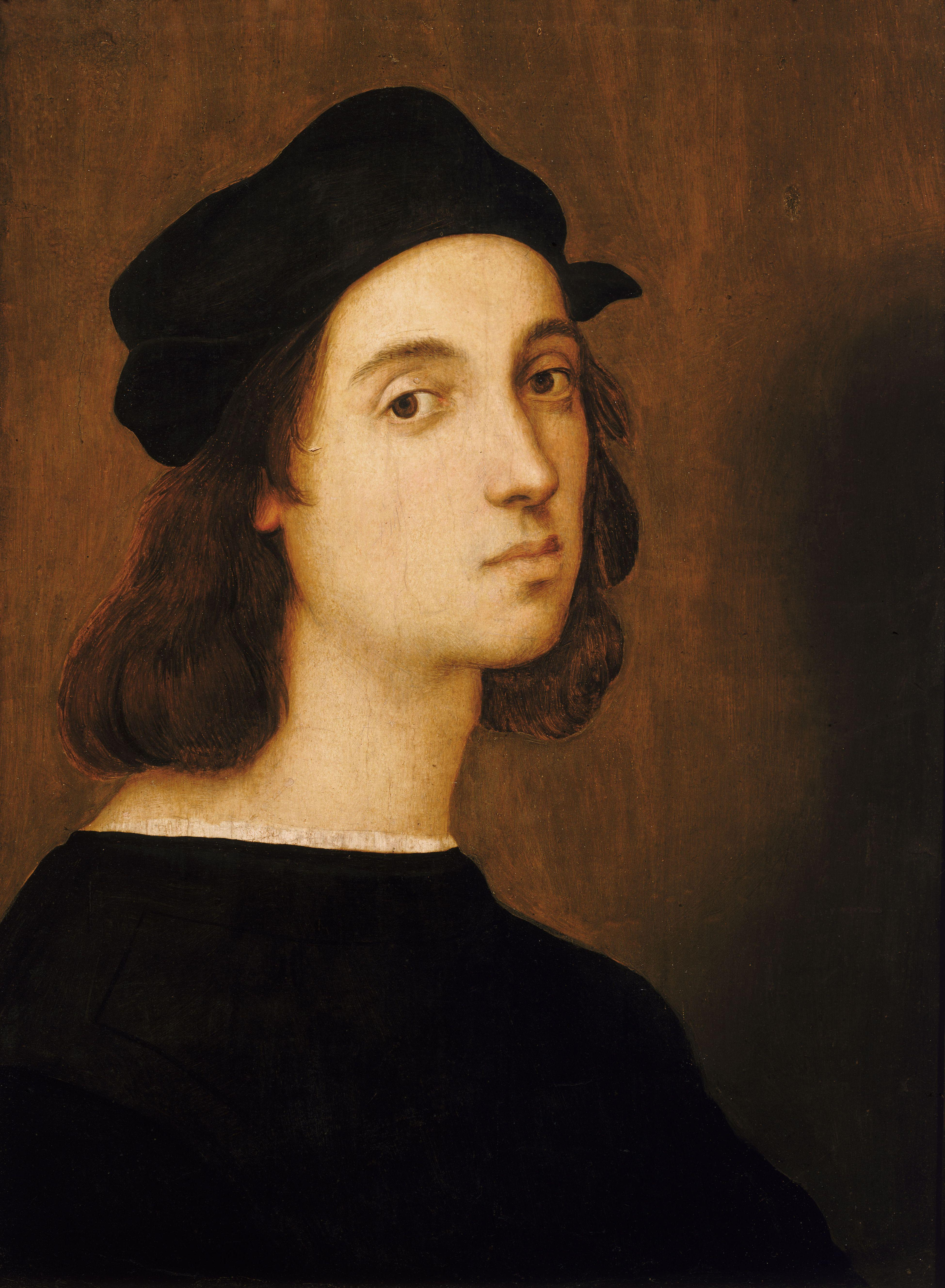
Raphaël achète le palais Caprini en 1517, y passant les 3 dernières années de sa vie.

Vers le milieu du XVe siècle, une maison nommée « della stufa » se dressait à l'extrémité nord-ouest de la petite Piazza Scossacavalli in Borgo. La stufa (du mot allemand stube) se positionnait entre le bain romain et le sauna moderne, souvent fréquentée par des artistes qui pouvaient y dessiner librement des nus. En 1500, la maison est vendue au protonotaire apostolique Adriano (ou Alessandro) de Caprineis, de la noble famille Caprini de Viterbe. Pendant ces années, le pape Alexandre VI Borgia poursuit un projet d'ouverture d'une nouvelle rue entre le château Saint-Ange et l'antique basilique Saint-Pierre. Cette rue est nommée Via Alessandrina en référence au pape, et plus tard, Borgo Nuovo. Elle est officiellement inaugurée en 1500. Les personnes disposées à ériger des bâtiments d'au moins 5 cannes (11 m ( Unité «  » inconnue du modèle {{Conversion}}.) ca.) le long de la nouvelle rue reçoivent des privilèges spéciaux, tels que des exonérations fiscales. Les Caprini remplissent cette obligation en achetant une partie d'une autre maison près de la stufa et en y érigeant un petit palais conçu par Bramante. Il est inachevé le 7 octobre 1517, lorsque les Caprini le vendent pour 3 000 ducats à Raphaël. L'artiste achève la construction et y passe les trois dernières années de sa vie. Il y peint  la Transfiguration, et y meurt le 6 avril 1520.
Après la mort de Raphaël, le bâtiment est vendu au cardinal d'Ancône, Pietro Accolti, qui possède déjà un autre palais sur la via Alessandrina, séparé du bâtiment par une maison que le cardinal achète plus tard. Après la mort du cardinal, son neveu Benedetto, cardinal de Ravenne, en hérite. Accusé de corruption, le cardinal est emprisonné dans le château Saint-Ange en 1534 et libéré après avoir payé une amende de 59 000 écus à la Chambre apostolique>. Le cardinal a dû emprunter l'énorme somme aux banquiers florentins Giulio et Lorenzo Strozzi, qui ont ensuite acquis son palais pour 6 000 écus en remboursement partiel du prêt. Cependant, il se réserve le droit de racheter l'immeuble après avoir remboursé ses créanciers, ce qui entraîne un procès entre ses héritiers et les héritiers des Strozzi. Ces derniers l'emportent, mais en 1576, ils sont contraints de vendre l'édifice qui s'effondre et dont les murs sont étayés, au cardinal Giovanni Francesco Commendone.

### Palazzo dei Convertendi

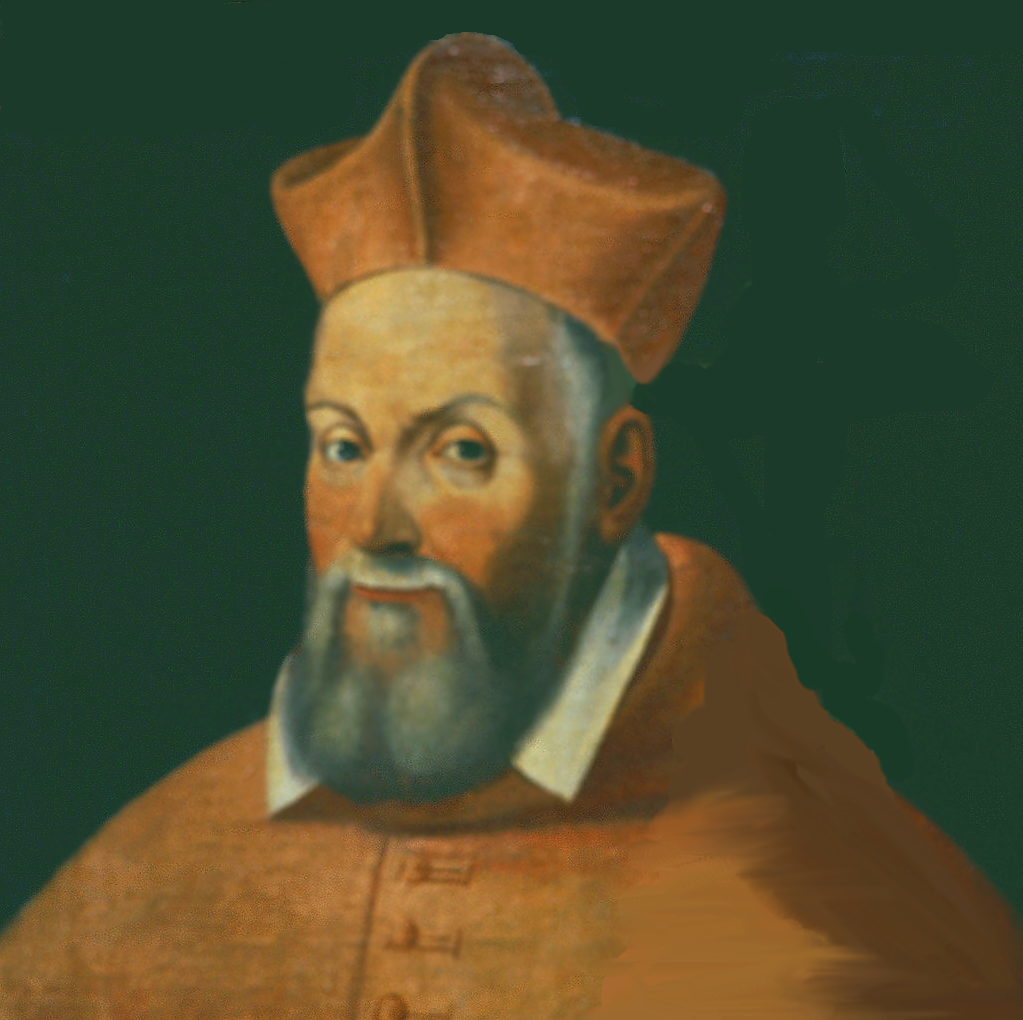
Le cardinal Giovanni Francesco Commendone.

Commendone fait restaurer le palais par Annibale Lippi, qui l'a évalué avant l'achat et qui a peut-être donné à la façade sa forme définitive. Le palais est ensuite vendu, après 1584, à Camilla Peretti, la sœur du pape Sixte V, qui l'achète au nom de son frère pour son petit-neveu, le cardinal Alessandro Damasceni Peretti. Camilla Peretti achète aussi quelques maisons faisant face à la Piazza Scossacavalli et dans le Borgo Vecchio, de sorte que le palais atteint sa pleine extension. Selon d'autres historiens, après la mort de Commendone, le palais est vendu au cardinal Giovanni Antonio Facchinetti, futur pape Innocent IX, dont les héritiers le vendent ensuite, en 1614, à la Chambre apostolique. Vers 1620, le palais est acheté par des membres de la famille Spinola, une famille noble génoise, qui le vend en 1676, à un autre patricien génois, le cardinal Girolamo Gastaldi .
Gastaldi, décédé dans son palais le 8 avril 1685, lègue l'édifice à l'hospice des Convertendi, qui y emménage en 1715,. Cette institution, fondée en 1600 par le pape Clément VIII, était vouée à la protection des protestants qui voulaient se convertir à la foi catholique. Le palais est directement sous l'autorité du pape et est administré par des membres élus de l'institut dirigé par le Maggiordomo pro tempore du palais apostolique. L'édifice est gravement endommagé lors de l'inondation de 1805 (une voûte s'effondre dans le sous-sol) et est restauré par le pape Grégoire XVI. Sous le règne du pape Pie IX, il abrite le Collegio Ecclesiastico de 1852 à 1854, séminaire destiné spécialement au clergé anglais converti qui devient finalement le Beda College. Le palais subit une nouvelle restauration en 1876 ; le pape Benoît XV fait construire l'escalier monumental.

### Le Palazzo della Congregazione per le Chiese orientali

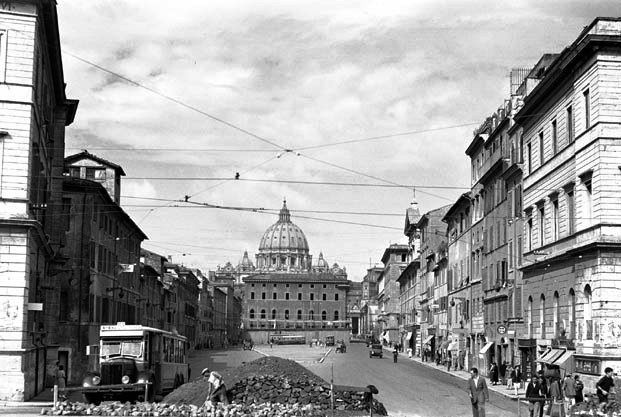
Le palais (au centre), photographié lors de sa démolition en 1937, dominé par le dôme massif de Saint-Pierre derrière lui.

Le pape Benoît XV, en 1917, attribue le bâtiment à la nouvelle Congrégation pour les Églises orientales. En 1929, dans le cadre des accords du Latran, le palais bénéficie du privilège de l'extraterritorialité.
En 1937, lors de la construction de la via della Conciliazione, le palais est démoli, puis reconstruit jusqu'en 1941, à l'ouest du palais Giraud-Torlonia. Le déménagement est supervisé par Giuseppe Momo, « l'architecte de la cour » de Pie XI, qui, après 1929, remodèle la nouvelle Cité du Vatican. Momo collabore à la reconstruction avec Marcello Piacentini et Attilio Spaccarelli, les concepteurs de la via della Conciliazione. Ils déplacent le palais dans une zone qui, jusqu'au milieu du XIXe siècle, était occupée par les maisons des Soderini, un complexe du début de la Renaissance La précision de la reconstruction permet de considérer le Palazzo dei Convertendi reconstruit, non pas comme un nouveau bâtiment, mais comme une autre phase de la vie séculaire de l'édifice.
À partir de 1939, alors que la reconstruction est encore incomplète, le palais abrite le Magistero di Maria SS. école Assunta. En 1946, l'école déménage dans de nouveaux locaux, également dans la via della Conciliazione,. Depuis cette date, le palais abrite plusieurs bureaux du Saint-Siège et les appartements de prélats de haut rang.

## Description

### Palais Caprini

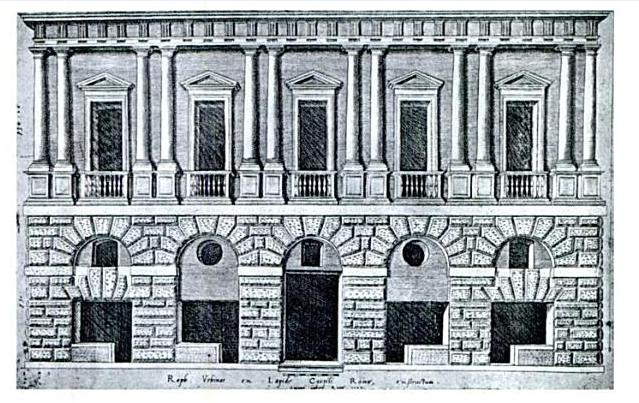
Façade du Palazzo Caprini le long du Borgo Nuovo dans une eau-forte de 1549 par Antoine Lafréry dans le Speculum Romanae Magnificentiae.

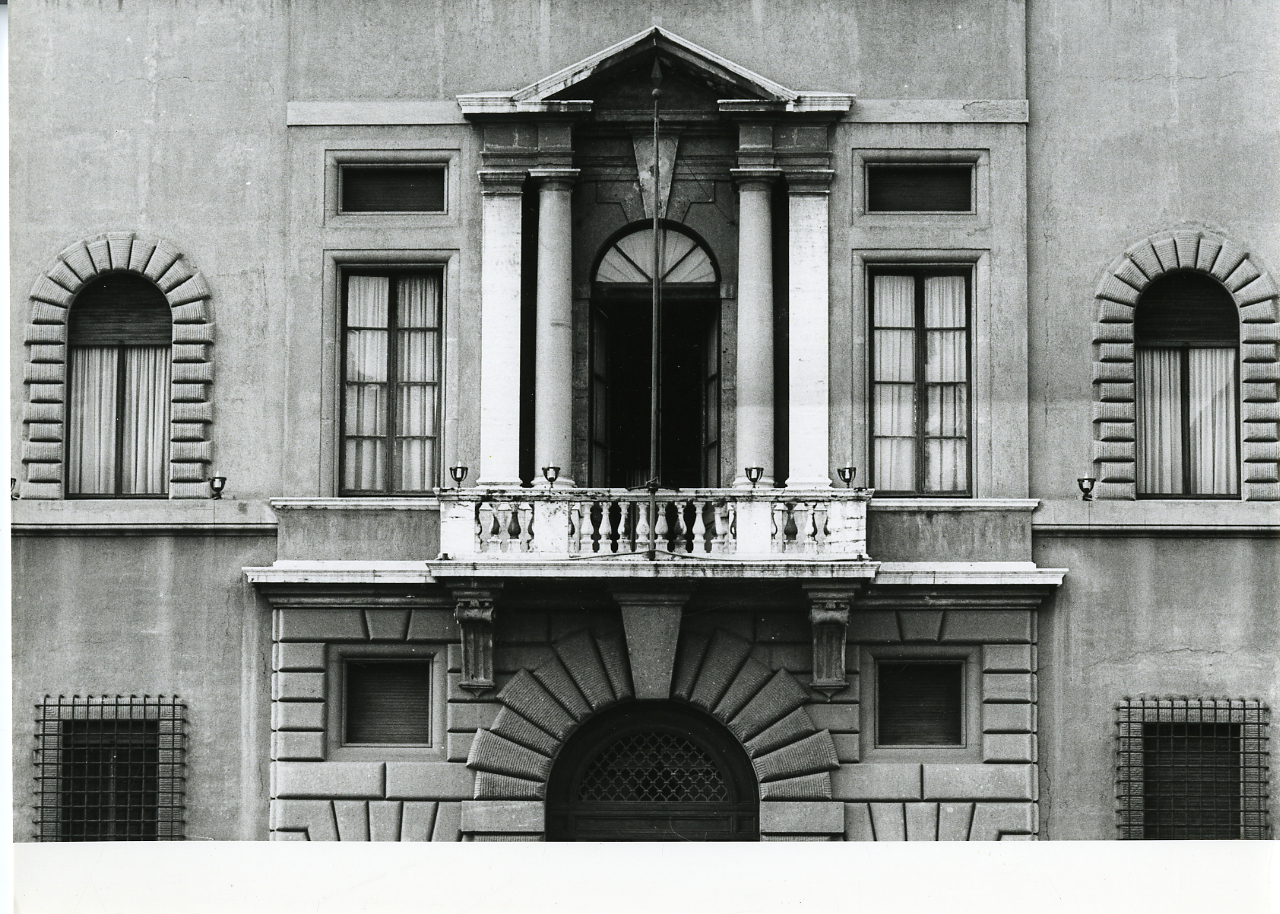
Détail de la façade. Photo de Paolo Monti, 1979.

Le bâtiment d'origine n'est connu que par des gravures et des dessins de contemporains dont : une eau-forte d'Antoine Lafréry de 1549 ; des dessins de Jean de Chevenières et Andrea Palladio (1541 ca. ), Domenico Alfani (Noël 1581) et Ottavio Mascherino ; et une fresque dans la loggia de Grégoire XIII au Vatican par Antonio Tempesta et Matthijs Bril, représentant le transfert à Saint-Pierre du cadavre de Saint Grégoire de Nazianze. De plus, un relevé détaillé du palais exécuté juste avant sa démolition en 1937 a été découvert, fournissant de précieuses informations sur ses différentes phases de construction. D'après le dessin de Lafréry, l'édifice d'origine avait trois fenêtres sur la piazza Scossacavalli et cinq sur le Borgo Nuovo. Selon l'enquête des années 1930, la façade principale faisait face à Borgo Nuovo, avec trois fenêtres le long de la Piazza Scossacavalli et deux le long de l'ancienne rue. Dans ce cas, le dessin de Lafréry pourrait être considéré comme une idéalisation du bâtiment, ce qui ne serait pas un cas isolé dans ses œuvres.
Le bâtiment avait deux étages principaux. La partie inférieure était de style bugnato, en pierre de taille obtenue par un procédé appelé « di getto », qui impliquait de mélanger de la pouzzolane, de la chaux et d'autres matériaux dans un coffrage. Le portail et les portes des boutiques, surmontés d'arcades qui contenaient les petites fenêtres d'une mezzanine, étaient placés dans le bossage. L'étage inférieur constituait le podium de l'étage supérieur qui adoptait un ordre dorique. Celui-ci était marqué par des colonnes surmontées d'un entablement, avec une architrave et une frise ornées de triglyphes et de métopes. Des parapets étaient insérés dans les travées de l'étage supérieur. Le bâtiment se terminait par un comble dont les fenêtres s'ouvraient dans la frise dorique de l'entablement.
Cette technique de bossage fut rapidement adoptée à Rome, et l'édifice, qui s'était inspiré de l'architecture romaine, fut bientôt imité (par exemple, au Palazzo Massimo alle Colonne, érigé en 1532 par Baldassare Peruzzi). Cependant, le palais se dégrada rapidement. Dans un dessin de 1581, le revêtement du bossage du rez-de-chaussée avait disparu, et après 1585, les deux façades prirent un aspect maniériste prononcé.

### Palazzo des Convertendi

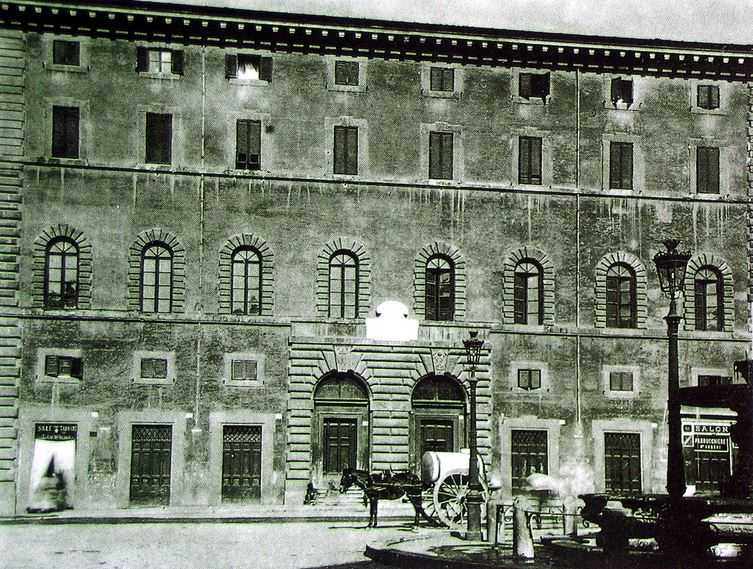
Façade du Palazzo dei Convertendi le long de la Piazza Scossacavalli, 1920 ca.

Depuis lors, le palais occupait tout le côté ouest de la Piazza Scossacavalli, avec six boutiques et deux portails en son centre. Le portail gauche introduit dans la petite église San Filippo Neri, érigée au XVIIe siècle par les Espagnols et n'abritant qu'un seul autel. Le rez-de-chaussée était surmonté de trois étages, chacun avec huit fenêtres ; ceux appartenant à l'étage noble avaient des cadres centrés et bosselés.
La façade sur le Borgo Nuovo avait un rez-de-chaussée avec cinq boutiques, interrompu par un portail à bossages surmonté d'une fenêtre palladienne. Au-dessus se trouvait un balcon, attribué à Carlo Fontana ou Baldassarre Peruzzi, également rustique et surmonté d'une fenêtre palladienne,. Ce balcon était considéré par les Romains comme le plus élégant de la ville. Les étages supérieurs avaient quinze fenêtres rectangulaires. Le style maniériste de l'extérieur provenait des fenêtres centrées encadrées de pierres de taille alternativement longues et courtes, des murs en plâtre blanc contrastant avec les portails rustiques, et du balcon le long du Borgo Nuovo, également rustique.
À la fin du XIXe siècle, des traces d'une décoration sgraffite, géométrique, blanche et noire, ont été découvertes sur la façade, et un salon avec un plafond à caissons au nord-est du premier étage a été identifié comme la pièce où Raphaël a peint ses dernières œuvres, dont la Transfiguration. À cette époque, une inscription en marbre commémorant la propriété du palais par l'artiste et sa mort était apposée sur la façade.

### Le nouveau palais

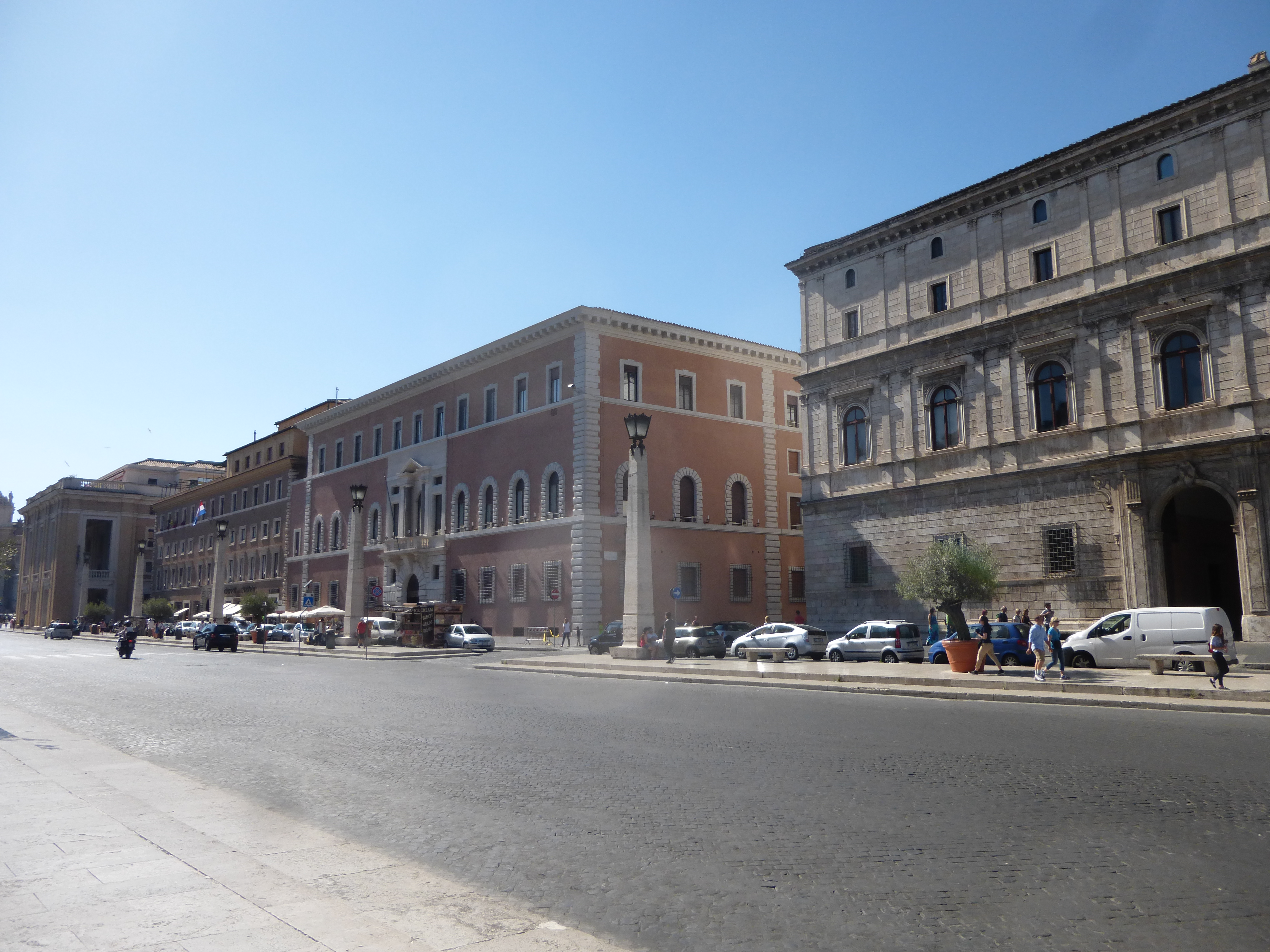
Le Palazzo reconstruit entre palis Giraud-Torlonia à droite et le palazzo Rusticucci-Accoramboni - également reconstruit - à gauche.

Le bâtiment qui existe aujourd'hui le long de la via della Conciliazione a deux étages avec un portail à bossages surmonté du balcon de Peruzzi. Le bâtiment est éclairé par des fenêtres carrées au rez-de-chaussée, des fenêtres centrées et bosselées à l'étage noble, et des fenêtres rectangulaires au deuxième étage. Le toit est surmonté d'une corniche en saillie. Les éléments des fenêtres, du portail et du balcon ont été démontés de l'édifice d'origine pour y être réutilisés.
Dans le porche du bâtiment, l'inscription susmentionnée est incrustée dans le mur, ainsi qu'un blason d'Alexandre VI et une autre inscription latine rappelant le décès de Raphaël.
Le bâtiment a une cour avec des arcs reposant sur des piliers doriques bosselés soutenant des voûtes sphériques. Au premier étage, se trouve une exposition de 120 peintures russes sur des sujets religieux, presque toutes réalisées par la peintre russe Leonid Brailovsky (en) (1867-1937). Le nouveau palais contient également plusieurs fresques du bâtiment d'origine de la Piazza Scossacavalli, parmi lesquelles un groupe de lunettes attribuées à l'école de Niccolò Circignani, cinq peintures de paysage dans la salle de réception dite « des Papes » (ou « des Patriarches ») au premier étage, et deux scènes de bataille dans la salle d'audience.

## Sources
- (it) Cet article est partiellement ou en totalité issu de l’article de Wikipédia en italien intitulé « Palazzo dei Convertendi » (voir la liste des auteurs).